# Alexandra Horová
Alexandra Horová (* 18. srpna 1962) je česká výtvarnice, která žije a pracuje v Praze.

## Život

### Studium
1977-1981 Střední odborná škola výtvarná, Praha
V letech 1981 až 1983 práce ve sklárnách Crystalex, Nový Bor a Lustry, Kamenický Šenov a současně stáž na Střední průmyslové škole sklářské v Kamenickém Šenově
1983-1990 Vysoká škola uměleckoprůmyslová, Praha, atelier Kov, šperk a sklo v architektuře u prof. Josefa Soukupa, a prof. Jiřího Harcuby

## Život a dílo
Věnovala se rozmanitým disciplínám výtvarné činnosti, tvorbě uměleckého šperku, grafice a později ji zaujaly zejména možnosti využití technického smaltu v umění
V 90. letech spoluzaložila s Olinou Francovou a Magdalenou Cubrovou českou ženskou výtvarnou skupinu Koza Nostra.
Je dlouholetou výtvarnou redaktorkou nakladatelství Albatros.
Manžel René Hora - šperkař
Dcera Renata Horová - architektka
Žije a pracuje v Praze
„Co mi říká smalt? Prach v nose, horko, zima…Tlumené barvy blátivé hmoty, které promění žár vypalovací pece na zářivé odstíny smaltu. Hledání, jak zároveň zachovat nějakou stopu hmoty původně surového nevypáleného materiálu. Reliéfní strukturou, omezenou barevností, stékáním, vrstvením, prolínáním?“
S uměleckým smaltem se setkala už na střední škole (dnešní Hollarce) a věnuje se objevování jeho výtvarných možností už téměř 40 let.
Svoje díla představila na mnoha kolektivních výstavách šperku a zejména smaltu v ČR, Japonsku, Německu, Velké Británii a ve Francii a Nizozemí. Samostatné výstavy proběhly v ČR, Litvě a na Slovensku.
Zúčastnila se sympozií Český granát v Turnově, Kov a šperk ve Smržovce, Smalt Art ve Vítkovicích a Sympozia smaltu Budafok v Budapešti.
„V posledních desetiletích se i u nás ojediněle setkáváme s rozměrnými či monumentálními díly s použitím technického smaltu. Proto se neodbytně vtírá otázka, proč jejich autoři nejdou pohodlnější cestou aplikace akrylových či jiných barev, proč překonávají technologické obtíže smaltu, proč podstupují riziko nejistého výsledku, do něhož nelze dodatečně vstoupit pozdějším zásahem?
Odpověď lze nalézt snad jen v surovině samé, v jejích neopakovatelných vlastnostech sklovitého povrchu a vnitřní hloubky, v pocitu rozechvění a napětí, které přináší mystérium tvůrčího procesu dávné techniky ověřené sice mnoha staletími, ale přesto stále nové, jedinečné, dobrodružné. A tyto vlastnosti využívá autorka beze zbytku, když přemýšlí nejen o tom, co vytvořit, ale také jak. Jak vytěžit maximum z možností smaltu a zároveň nepopřít jeho charakter, jeho optické a haptické vlastnosti, které jsou tak přitažlivé. Jak je vidno, ze smaltu lze vytvořit vše – neklade žádná omezení..“ Alena Křížová